# Acanthocobitis urophthalmus
Acanthocobitis urophthalmus és una espècie de peix de la família dels balitòrids i de l'ordre dels cipriniformes.

## Morfologia
- Els mascles poden assolir 4 cm de longitud total.[3][4]

## Hàbitat
És un peix d'aigua dolça i de clima tropical.

## Distribució geogràfica
Es troba a Àsia: Sri Lanka (des del riu Kelani fins al riu Nilwala).

## Observacions
És una espècie popular en el comerç de peixos d'aquari.